# 1/2 summer
《1/2 summer》是ALcot Honey Comb于2012年6月29日销售的成人向恋爱冒险游戏，2013年7月18日遊戲的PSP版《1/2 summer+》由Alchemist發行。故事講述主人公草薙樞於暑假期間在家鄉神坐湖町的神奇遭遇。

## 遊戲系統
《1/2 summer》採取戀愛冒險的遊玩方式，玩家所扮演的角色是草薙枢。玩家遊玩時需要閱覽屏幕上所顯示的文本以了解故事情節和人物之間的對話，這些文字會與人物的立繪和背景一同出现，用以表示對話的對象。對話對象的立繪會隨著對話進行而變化，根據對話的内容做出不同動作或表情，如臉紅，驚愕，皺眉等。在部分場景中會遇見代替背景和人物立繪的電腦圖像。遊戲中會在預設的段落中出現行為選項供玩家選擇，下一段文本在做出選擇前並不能夠顯示。由玩家來決定主角接下來的行動，繼而影響接下來的劇情發展。在電腦版中玩家可以四個女性角色發展成戀人關係，每完成一個角色路線，遊戲啟動的畫面會增加該角色的立繪，在完成四個角色路線後，會直接進入遊戲結局。PSP版增加兩個女性角色路線，合計六個角色路線，完成全部路線後進入遊戲結局。

## 故事簡介
草薙樞和妹妹草薙一葉在暑假回到了位於東北鄉下的老家神坐湖町，草薙樞還打算在祖母經營「草薙旅馆」打暑期工度過暑假。神坐湖町近年興建了新式學校「神坐學園」，比過往熱鬧了很多，由於學園的女子宿舍在重修，部分女學生在暑假期間暫居於草薙旅馆。為此草薙樞就在旅館遇到了過去的青梅竹馬神之木汐和忍坂鸫，還認識了久远寺澄空和诗代叶等學園的女生。
草薙旅馆傳聞有座敷童子「黑羽」居住，吸引了不少遊客慕名而來，草薙一族歷代有族人能看到黑羽，並負責照顧黑羽的起居，而草薙樞就是當代唯一能看到黑羽的人，他也被視為是未來草薙旅馆繼承人。黑羽對草薙樞的到來十分高興，她施展了法術改變現實，讓草薙樞原來只是回家鄉過暑假，變成居家遷回家鄉發展，草薙也入學神坐學園。面對如此變故，草薙樞也只能接受。接下來根據玩家的選擇，可以與各個女主角發展戀人關係，黑羽也會在背後推波助瀾，讓草薙樞和選中的女生發展關係和性行為。在全部女主角路線完成之後，現實再度改變，主角和女主角們出現了大量與現實不符的記憶。為此草薙樞等人去詢問黑羽，黑羽也向眾人解釋了一切。
草薙樞和神之木汐前世是神坐湖町當地的神明，樞前世「太郎八郎」不管治地方，一度被逐出當地，之後轉世為人去體驗人生百態。汐前世「辰子」傾慕於太郎八郎，但是不得其心，後來也轉世為人去接觸太郎八郎的轉世了，在轉世前辰子將當地神的權柄交付給黑羽，讓黑羽暫時管理當地。黑羽在接管權柄後居於草薙旅馆，草薙旅馆後因一場大火毀滅，神之木汐和忍坂鸫等人就死於火災中。黑羽自認為自己的失誤導致有人死去，收集了死者靈魂，還建立一個以靈魂的理想元素構建的次空間，讓汐等人靈魂居於其中。暫領神職的黑羽無法復活眾人，於是想到找太郎八郎的轉世草薙樞幫忙，她抹去草薙樞的部分記憶，讓其進入次空間，等草薙樞喜歡上各人，並在各人靈魂注入靈力之後，眾人成功復活，次空間也隨之撤走。

## 登场人物
- 聲優為PC版／PSP版

草薙枢
男主角，年幼時居於神坐湖町，長大後隨父母前往東京生活。在一次暑假重返家鄉度假期間，在黑羽的謀劃下，成為神坐湖学园高中部學生。前世是神坐湖町是神明「太郎八郎」。
神之木汐
声：代初空／清水愛
枢的青梅竹马，兩人關係要好，小時候經常有医生游戏等親密互動。前世是神坐湖町是神明「辰子」。
忍坂鸫
声：青叶苹果／加藤惠
枢的青梅竹马，是當地天垂伊龍神社巫女，喜歡各種雜學。
久远寺澄空
声：杏子御津／門脇舞以
久远寺集团的大小姐，原本在東京就讀，由於太多男生刻意接近，而選擇轉校到神坐學園，也因為這段經歷，對異性的警戒心很高。
诗代叶
声：桐谷华／種崎敦美
草薙旅馆的打工少女，也是神坐學園的學生。對草薙枢有很明顯的好感，並揚言想獲得旅館的繼承權，刻意與枢發生親密行為。
紗乃末璃
聲：無／野水伊織
PSP版登場的女主角。
草薙一叶
声：雪都さお梨／深田愛衣
枢的妹妹，對哥哥懷有超越血緣的好感，擅長家務事。PSP版中成為可攻略角色。
黑羽
声：秋野花／あさみほとり
座敷童子，居於草薙旅馆。神坐湖町的暫代神明，使用法術替代了當地人心中原當地神明辰子的記憶，備受當地人敬重。對草薙旅馆火災一事耿耿於懷，謀劃了復活事件。

## 開發
《1/2 summer》是ALcot Honey Comb開發的遊戲，角色原畫由負責，負責SD原畫，和三人負責遊戲劇本。一如遊戲名《1/2 summer》，遊戲的故事背景設定在夏季，在開發日誌中表示，以夏天為主題在美少女遊戲很常見，他過去也接手過不少以夏季為背景的編劇工作。遊戲專案在冬季開始進行，所以關於夏季的景象需要在腦中構思。遊戲音樂由大川茂伸負責，該作的音樂風格大川茂伸並不是跟隨一般的萌系遊戲，而是咖啡廳和休閒室播放的時尚音樂風格，大川茂伸希望創作出來的音樂能讓玩家沉浸在遊戲的世界觀中，讓人有在聽CD專輯的感覺。遊戲的片頭曲和片尾曲是由nao演唱，兩曲都是搖滾樂風格。nao過去主要演唱風格是萌系和電波系的4拍子歌曲，這次遊戲歌曲是她較少接觸的風格，對她來說也是一種挑戰。
遊戲的PSP版有對電腦版的劇情進行大幅度的修改，還增加了新的電腦圖像、主題曲等內容。攻略角色方面，遊戲製作人吉峰表示PSP版新增了原來受到玩家期待的草薙一葉線路，還有新角色末璃的路線，從原來四個角色攻略路線增加到六個，新增角色也讓角色之間的衝突變多，原來角色的反應也作出了改變。遊戲監督大和環亦表示，新增角色末璃在設定上存在一定難度，為了讓新角色能融入到遊戲中，他們將角色設計成「從東京跟著主人公過來的少女」。

## 發行
製作組在2011年12月21日開設《1/2 summer》官網，首次公佈遊戲專案，2012年3月9日發佈遊戲預告。體驗版於6月7日發佈。6月29日光盤DVD版正式發售。2014年8月1日，數位版於DMM.com上架。ALcot Honey Comb於2014年10月29日將遊戲官網轉移給GLace/Galette使用。
2012年10月31日，發行商Alchemist表示將於該年冬天發佈《1/2 summer》的PlayStation Portable版（PSP版）。後發行延期，2013年3月28日，Alchemist再宣佈PSP版《1/2 summer+》預計於2013年7月發售，同時期ALcot Honey Comb的姊妹品牌ALcot的PSP版也一併推出，兩者一併預購可以獲得兩作聯動的限定插畫。《1/2 summer+》有一般和限定兩個版本，預購可以獲得遊戲中角色久远寺澄空的紙手辦，限定版還附有新設計的緙織壁毯和《1/2 summer+原聲CD》。5月10日，Alchemist確認遊戲於7月18日發售。7月1日，Alchemist在YouTube上公佈了《1/2 summer+》的新預告片。
遊戲的原聲帶《1/2 summer Original SoundTrack》於2012年8月9日發售，原聲帶收錄片頭曲和片尾曲《Anthem》，合計34首曲子。2014年1月31日GLace/Galette發佈了遊戲相關的廣播CD《一葉的妄想實現日記》。

## 銷量及評價
《1/2 summer》在日本美少女遊戲與動畫相關商品銷售網站Getchu.com的2012年6月销量榜上排名第6名，7月排名第26名，上半年排名第28名，全年排名第44名。
PSP版《1/2 summer+》自2013年7月18日到7月28日，共出售了6264份，2013年全年出售了8788份。在2013年7月銷售榜上排名為50名，全年銷售榜上排名為531名，在美少女遊戲全年銷售榜上排名26名。
《周刊Fami通》在2013年7月25期發佈了PSP版《1/2 summer+》的評分，四個評論員給出了6、7、7、6，合計26分（總分40），評論員對遊戲的設定評價不一，有人認為座敷童子出現在旅館的設定有趣，也有人認為遊戲的設定過分複雜難以理解。遊戲的美術獲得正面的評價，也有評論員指出遊戲的跳過文本功能有改進的空間。